# Schoenionta breuningi
Schoenionta breuningi là một loài bọ cánh cứng trong họ Cerambycidae.